# Neurodegeneración
La neurodegeneración es un proceso que implica la degeneración progresiva y/o la muerte de las neuronas. Este proceso, que puede ser normal y natural durante el envejecimiento normal, involucra a las células fundamentales del tejido nervioso a sus componentes internos, que son los que impiden efectividad en la conducción de información en el cerebro humano, con la consecuente disminución de las funciones cognitivas. Así, durante el envejecimiento normal se limitan funciones cerebrales en la zona afectada, pero también pueden aparecer distintas patologías neurológicas en el ser humano, llamadas enfermedades neurodegenerativas.

### Neurodegeneración en el envejecimiento.
La longevidad del ser humano va aumentando cada siglo, pero el envejecimiento, es decir, el deterioro en el que se acumulan daños a nivel molecular, celular o de órganos no se ha logrado frenar: las células del sistema nervioso central dejan de funcionar o mueren. Esta es la neurodegeneración en el envejecimiento. Las neuronas son más susceptibles de ser dañadas durante el envejecimiento que otras células del cuerpo humano. La producción aberrante de radicales libres que da lugar al daño oxidativo parecería ser una de las primeras causas para la aparición de enfermedades neurodegenerativas. El daño a las mitocondrias, los orgánulos celulares que suministran energía a la célula neuronal, puede originar problemas de neurodegeneración porque las neuronas tienen un alto consumo energético. La patología o enfermedad causada depende de la zona en donde se produce la neurodegeneración.
Ya en el envejecimiento normal se produce un incremento del estrés oxidativo y una disfunción mitocondrial, que se suponen involucrados en la neurodegeneración de las neuronas hipocampales, las cuales desempeñan un papel en la pérdida de las funciones cognitivas asociadas al envejecimiento.
El curso de los déficits neuropsicológicos conlleva implicaciones tanto a nivel práctico como teórico, y está directamente relacionado con el debate existente entre las hipótesis del neurodesarrollo y las de la neurodegeneración. 
Con el envejecimiento, en algunos casos se produce una disminución del volumen cerebral y una pérdida de las sinapsis neuronales, lo que puede producir una disminución cognitiva y el incremento de la frecuencia de alteraciones neurológicas, atribuidas al estrés oxidativo y la acumulación de daño al ADN.

### Enfermedades neurodegenerativas
No es sencillo diferenciar lo que es el envejecimiento normal del patológico a nivel cerebral. Normalmente, el cerebro padece cambios morfológicos y funcionales que afectan a la neurotransmisión, la sinapsis, las neuronas, los árboles dendríticos, la circulación y el metabolismo. La diferencia entre los casos patológicos y los no patológicos es meramente cuantitativa.
La alteración de vías neuronales es una de las causas que se relaciona con el envejecimiento cerebral y los procesos neurodegenerativos ligados al envejecimiento, que incrementan de forma dramática la incidencia de patologías neurodegenerativas, como la enfermedad de Alzheimer, la esclerosis múltiple o la enfermedad de Parkinson.
Entre las causas de la neurodegeneración celular más comunes están el alcohol, las dietas hipercalóricas, la anestesia administrada durante las etapas críticas del desarrollo cerebral en la infancia. La apoptosis celular se considera el principal mecanismo fisiopatológico asociado a la pérdida neuronal en las enfermedades neurodegenerativas.
En la esclerosis múltiple, discapacidad neurológica que aparece fundamentalmente en adultos jóvenes y no está relacionada con el envejecimiento, la neurodegeneración causa la inflamación y la desmielinización y no aparece ningún proceso de remielinización.
Se desconoce la etiología de la enfermedad de Parkinson, enfermedad neurodegenerativa que se produce como consecuencia de la destrucción de un grupo de unas neuronas específicas localizadas en diferentes áreas del cerebro, fundamentalmente en la sustancia negra que es la que envía sus axones al cuerpo estriado, donde liberan el neurotransmisor de la dopamina. Este camino, desde la sustancia negra hasta le cuerpo estriado, esta vía nigro-estratial dopaminérgica, está involucrado en el control de los movimientos.
 Por eso, cuando se pierden neuronas en el cerebro, en el tronco del encéfalo, que es la unión entre el cerebro y la médula espinal, se produce la enfermedad de Parkinson, causada por la neurodegeneración de las neuronas cruciales para la coordinación del movimiento. Esa neurodegeneración progresiva es la que va produciendo los síntomas motores característicos del Parkinson.
El 60 % de los casos de demencia en adultos mayores es por la enfermedad de Alzheimer, que es un proceso neurodegenerativo irreversible, con pérdida de la memoria a corto plazo, la atención, el pensamiento abstracto y el reconocimiento de personas. Los procesos neuroinflamatorios favorecen la neurodegeneración.
 La muerte neuronal es de evolución lenta, gradual y la neurodegeneración es progresiva en el transcurso de muchos años.
Las investigaciones que se están realizando buscan mejorar los conocimientos que permitan entender y retardar la neurodegeneración natural en la vejez, tratamientos paliativos para las enfermedades neurodegenerativas, diversos tratamientos neurorrestauradores para la enfermedad de Huntington, medicamentos que ayuden a paliar el déficit mnésico en enfermedades como el Alzheimer, y mejorar el funcionamiento muscular en pacientes con Parkinson. Se sabe que la actividad física ayuda a mejorar la conectividad cerebral y forma parte de los tratamientos de prevención y neurorrehabilitación de enfermedades neurodegenerativas.
Estudios han encontrado, también, un proceso neurodegenerativo en la esquizofrenia, neurodegeneración que conlleva una pérdida de volumen cortical. Esta hipótesis de neurodegeneración en la esquizofrenia postula la existencia de fenómenos patológicos neurodegeneración de aparición tardía y carácter progresivo. Se están debatiendo dos hipótesis etiopatogénicas con respecto a la esquizofrenia: la del neurodesarrollo y la de la neurodegeneración.